# Droga krajowa B430 (Niemcy)
Droga krajowa 430 (niem. Bundesstraße 430) – niemiecka droga krajowa przebiegająca na osi wschód - zachód z Schenefeld przez Neumünster, Plön do Lütjenburgu gdzie krzyżuje się z drogą B202 w Szlezwiku-Holsztynie.